# Francisco Palha
Francisco José Pereira Palha de Faria e Lacerda, mais conhecido por Francisco Palha (Lisboa, 15 de janeiro de 1827 — Lisboa, 11 de janeiro de 1890) foi um escritor, dramaturgo, jornalista, poeta, filantropo e empresário teatral português do século XIX.

## Biografia
Nasceu a 15 de janeiro de 1827, na freguesia de Santa Engrácia, em Lisboa, defronte do Convento de Santa Apolónia. Era filho do Desembargador e Conselheiro José Pereira Palha de Faria Guião, natural de Évora e de sua esposa, Maria do Carmo de Faria e Lacerda, natural de Leiria, tendo a sua mãe falecido em consequência do seu parto, a 30 de maio do mesmo ano.
A paixão pelo teatro começou desde muito novo, o que o levou a escrever algumas peças que depois eram levadas à cena pelos seus condiscípulos. Frequentou a Faculdade de Direito da Universidade de Coimbra, atingindo o grau de Bacharel em Direito, em 1848. Em 1859, foi nomeado primeiro-ofcial da repartição da Instrução Pública e, mais tarde, escolhido para Secretário do Conselho Superior de Instrução Pública. Quando o Partido Progressista subiu ao poder, liderado pelo Duque de Loulé, Francisco Palha conseguiu convencer este estadista a aceitar a ideia da reforma do teatro normal, completando assim o que já tinha sido tentado por Almeida Garrett e Passos Manuel. Sempre demonstrou uma grande preocupação em melhorar a condição económica e profissional dos artistas.

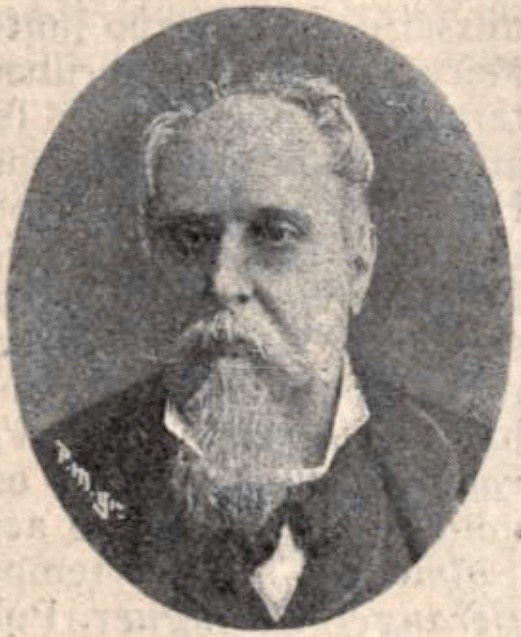
Francisco Palha (Diccionario do theatro portuguez, 1908).

Era um verdadeiro homem de teatro e um talento superior. No livro ou na imprensa, nesta principalmente, os seus elevados dotes de escritor, sincero e sarcástico, valeram-lhe em todos os tempos a admiração de amigos e inimigos. Deixou muitas obras de teatro de grande sucesso, entre elas: O Andador das Almas, Lisboa em 1850, Fábia, A Morte de Catimbau, República das letras, Há tantas assim!, Nini, Doidices Dramáticas, Loteria do Diabo, Estátua, Pepe Hillo, Último figurino, Barba Azul, Garra de Leão, Ave azul, etc. Auxiliou a sociedade artística do Teatro Gymnasio nos seus primeiros anos, presidiu à fundação da associação do Teatro das Variedades, em 1858, dando-lhe os mais difíceis impulsos. Como comissário régio do governo do Teatro Nacional D. Maria II, levantou-o do abatimento em que jazia para o elevar ao maior grau de prosperidade a que chegou. Desenvolveu e animou a literatura dramática nacional, obteve a reforma para os artistas, criou o Montepio dos atores, elevou os ordenados dos artistas, conseguiu que se fizesse o jazigo para os artistas dramáticos no Cemitério dos Prazeres, organizou uma companhia com que explorou durante uma época o Teatro da Rua dos Condes, fazendo ali subir à cena com excelente desempenho magnífica peças. A Francisco Palha deve-se também a criação do teatro de revista e a introdução da opereta e da zarzuela em Portugal. Pela ocasião em que Francisco Palha publica o livro de poemas Musa velha (1883), Júlio César Machado escreve um folhetim sobre o autor. Descreve-o como tendo por habilidade principal fazer rir o espectador ou o leitor, usando nos seus escritos diferentes estilos que confundem os críticos. Em termos pessoais, considera-o honesto e aplicado no trabalho. 
Como jornalista, colaborou em jornais e revistas, tais como o Diário Popular, Diário Ilustrado, Gazeta do Dia, Semana Teatral e Revista Contemporânea. Foi sócio correspondente do Instituto de Coimbra e membro do Instituto Histórico e Geográfico Brasileiro.
Fez ainda construir o Teatro da Trindade, após a criação, em 1866, de uma sociedade, da qual é sócio gerente, com o Duque de Palmela, Frederico Biester, Ribeiro da Cunha e outros, tendo-o dirigido, após a sua inauguração a 30 de novembro de 1867, numa gala sublime que contou com a presença da Família Real, até à hora da sua morte, mantendo-se na história como uma das figuras mais importantes e beneméritas do Teatro Português do século XIX.
Residia no terceiro andar do prédio número 12 da Travessa Nova do Carmo, freguesia do Sacramento, ao Chiado, onde faleceu, vítima de congestão serosa. No seguimento da sua morte, o Trindade fechou as portas ao público por três dias em sinal de luto, sendo o seu funeral, ocorrido no Cemitério dos Prazeres, onde o empresário foi sepultado em jazigo, acompanhado por inúmeras figuras dos mais diversos setores da sociedade. Tendo falecido solteiro e sem descendência, deixa em testamento os seus bens ao afilhado Francisco Smith e, até à maioridade deste, o usufruto por parte de seu pai, João Miguel Smith.